# ТЕС острова D
ТЕС острова D — теплова електростанція на заході Казахстану. 
Електростанція входить до комплексу облаштування унікального нафтового родовища Кашаган. Воно розташоване у мілководній акваторії на північному сході Каспійського моря, де звели кілька штучних островів, центральне місце серед яких займає Острів D. На ньому розташовані технологічні лінії, що провадять сепарацію нафти та попутного газу перед їх відправкою по трубопроводу Острів D – Болашак.  
Для забезпечення промислу електроенергією острів D отримав власну електростанцію. Її обладнання змонтували на баржі, що була споруджена в сухому доці на Мальті. Далі баржу провели на буксирі через Середземне, Чорне, Азовське моря, річку Дон, Волго-Донський канал, Волгу до Каспійського моря, де підняли з води та приварили до попередньо встановлених паль. 
ТЕС має два енергетичні модулі, у кожному з яких встановлено дві газові турбіни від Rolls Royce потужністю по 30 МВт – по одній типів RT62 та RB211-DLE. Станція почала роботу в 2010-му (видобуток з Кашагану стартував в 2013-му), при цьому передбачається, що в проектному режимі будуть працювати лише три турбіни, тоді як четверта виконуватиме функцію резерву.
Як паливо використовують природний газ, що після очистки від сірководню надходить по трубопроводу Болашак – Острів D.